# Francesco Mitta
Francesco Mitta (Chiavenna, 8 dicembre 1662 – Hannover, dopo il 25 giugno 1721) fu un architetto lombardo vissuto fra il XVII e il XVIII secolo ed attivo in Germania.

## Biografia

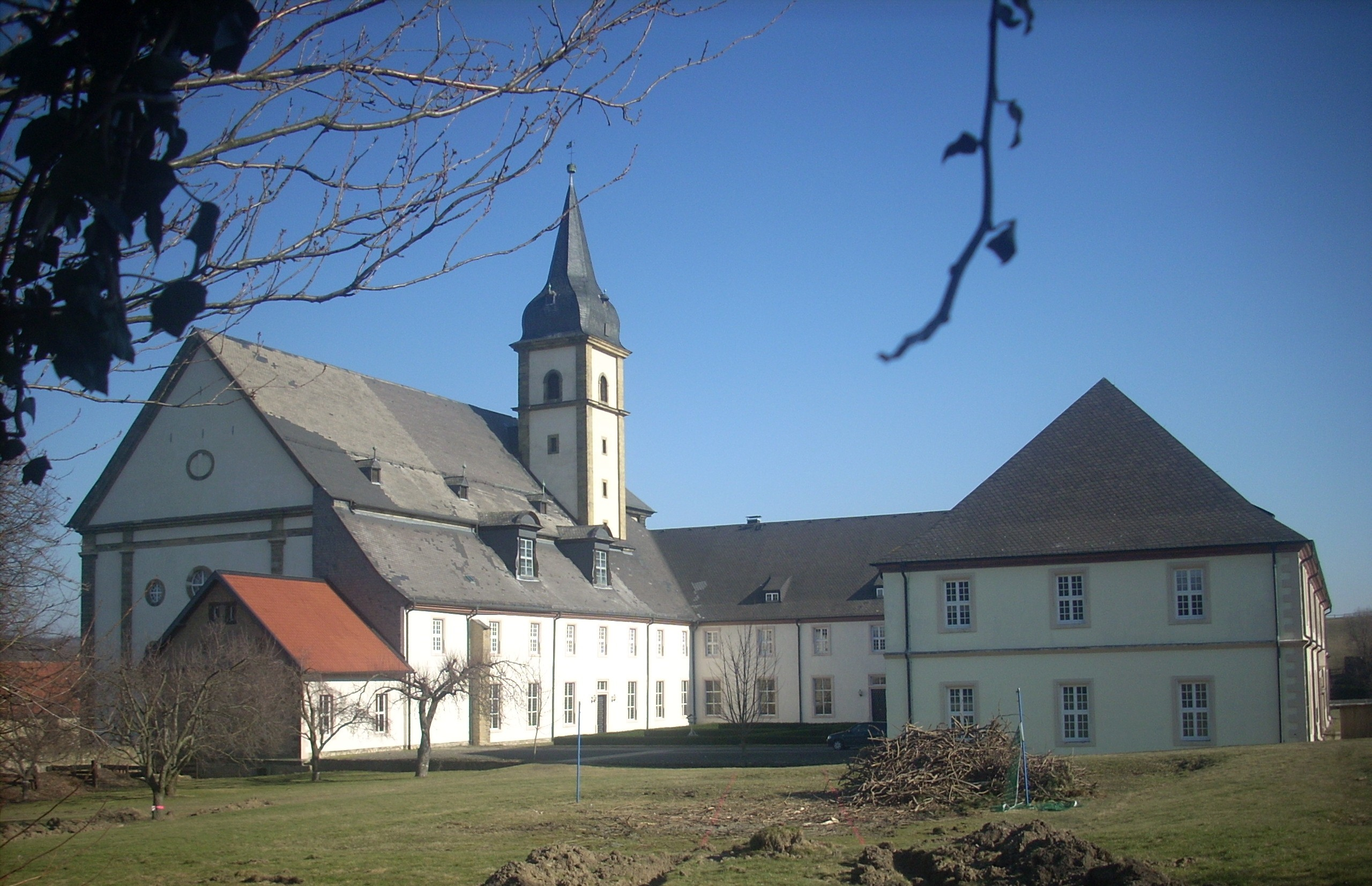
Convento di San Giorgio, Goslar-Grauhof

Francesco Mitta nasce a Chiavenna nel 1662  da Giovanni Battista e da Maddalena Zovani di Bette.
Mitta emigrò in Germania negli anni 1690. Intorno al 1700, il prevosto agostiniano Bernhard Goeken l'impegnò per la costruzione della nuova collegiata di San Giorgio a Goslar-Grauhof che divenne il suo capolavoro, esempio straordinario dell'architettura barocca italiana in Bassa Sassonia.
Mitta nel  1698 si sposò a Grauhof con Elisabetta Wiedemeyer, da cui ebbe nove figli. Maria Agnese, una delle cinque femmine, sposò nel 1729 Johann Daniel Köppel, capomastro e allievo del padre, mentre il figlio Antonio mutò il cognome in Mittag.